# Benedetto Della Vedova
Benedetto Della Vedova  (né le 3 avril 1962 à Sondrio) est un homme politique italien; leader de Forza Europa.

## Biographie
Il est député européen de 1999 à 2004. Président des Radicaux italiens (2001-2003) puis leader des Réformateurs libéraux (2005-2009), Benedetto Della Vedova est actuellement le président de l'association de culture politique Libertiamo et député, après avoir quitté Le Peuple de la liberté, du groupe Futur et liberté pour l'Italie qui soutient Gianfranco Fini (dont il devient le président du groupe parlementaire). 
En 2007, il est élu, par provocation, au Parlement du Nord de la Ligue du Nord.
Ses idées politiques et économiques s'approchent de celles du libertarianisme et au libéralisme de l'école autrichienne ou à celui de l'école de Chicago. En matière de politique étrangère, c'est un atlantiste convaincu.
Il est élu sénateur lors des législatives de 2013 sur la liste Avec Monti pour l'Italie.
Il devient porte-parole de Choix civique pour l'Italie. Il fait partie du gouvernement Renzi en février 2014.
Le 8 février 2015, il quitte Choix civique et peu après adhère au groupe mixte.